# Лариса Латинина
Лариса Латинина (на руски: Лари́са Семёновна Латы́нина) е бивша съветска спортна гимнастичка, спечелила 9 златни олимпийски медала.

## Биография
Родена е на 27 декември 1934 в Херсон. Когато е на 8 години, нейният баща загива в Битката при Сталинград. Лариса първоначално се занимава с балет, но след като нейният треньор напуска града, започва да се занимава с гимнастика. След като завършва училище през 1953 г., се мести в Киев, за да продължи образованието си в Политехническия университет и да продължи да тренира. Международен дебют прави през 1954 г. на Световното първенство в Рим, където печели златен медал в отборното състезание.
На олимпийски игри става 2 пъти шампионка в многобоя (1956, 1960), 3 пъти в отборното (1956, 1960, 1964), 3 пъти на земя (1956, 1960, 1964) и веднъж на прескок (1956). Освен тези 9 титли Латинина печели още 5 сребърни и 4 бронзови медала от олимпиади или общо 18 медала, с което заема 2-ро място и по брой спечелени олимпийски отличия.
Има многобройни медали и от световни и европейски първенства, като на Европейското първенство през 1957 печели всичките 5 златни медали. На Световното първенство в Москва (1958) също печели 5 златни медала, въпреки че е бременна. Слага край на бляскавата си кариера през 1966 г., за да бъде също толкова успешна като треньор на съветския национален отбор по спортна гимнастика.
Нейните общо 18 олипмпийски медала са рекорд до 2012 г., когато американският плувец Майкъл Фелпс подобрява това постижение. Все пак неин остава рекорда за най-много олимпийски медали в индивидуални дисциплини (14). След завършването на спортната си кариера работи като треньор и води отбора по спортна гимнастика на СССР на 3 поредни олимпиади (1968, 1972, 1976).
Член е на организационния комитет на Летните олимпийски игри в Москва (1980).
1. ↑  publication.pravo.gov.ru